# Scoparia graeca
Scoparia graeca is een vlinder uit de familie grasmotten (Crambidae). De wetenschappelijke naam is voor het eerst geldig gepubliceerd in 2005 door Nuss.
De soort komt voor in Europa.